# Antetonitrus
Az Antetonitrus (jelentése 'mennydörgés előtti') a sauropoda dinoszauruszok legkorábbi ismert neme, amely a késő triász korban élt, Dél-Afrika területén. Későbbi rokonaihoz hasonlóan négy lábon járó növényevő volt, a méretei azonban jóval elmaradtak azokétól. Az Antetonitrus az élettere legnagyobb állata volt, a hossza 8-10 méter, a csípőmagassága pedig körülbelül 1,5-2 méter lehetett, és rendelkezett azokkal a kezdetleges adaptációkkal, amik lehetővé tették, hogy a mellső lábait a súlya megtartása mellett legelésre is használja.
Az Antetonitrust az ausztrál Adam Yates, korai sauropodomorphák szakértője és a dél-afrikai James Kitching nevezte el egy 2003-ban megjelent beszámolóban. A név a latin ante- 'előtt' és tonitrus 'mennydörgés' szavak összetételéből származik, és arra utal, hogy az állat a többi ismert sauropoda, illetve a Brontosaurus ('mennydörgő gyík') előtt élt. Bár a Brontosaurus az Apatosaurus fiatalabb szinonimájává vált, a név továbbra is felbukkan a dinoszauruszokat népszerűsítő művekben, emellett pedig a sauropodákat a köznyelvben néha „mennydörgő gyíkoknak” nevezik. Az Antetonitrus egyetlen ismert faja, a latin ingens 'masszív' és pes 'láb' szavak összetételéből származó A. ingenipes nevet kapta, mivel a mellső lábai annak a fejlődési folyamatnak a kezdetét mutatják be, amely során a lábak teljesen a súly megtartásához alkalmazkodtak.

## Felfedezés
A Kitching által 1981-ben, a dél-afrikai Free State-ben felfedezett, jelenleg az Antetonitrus maradványaiként ismert fosszíliákat a Bernard Price Institute-nál helyezték el, Euskelosaurus néven. Yates felismerte, hogy a leletanyag egy másik taxont képvisel, és évekkel később egy leírást jelentetett meg róla. A holotípus, avagy az eredeti példány több csigolya mellett a mellső és a hátsó lábak csontjaiból áll, melyekről azt feltételezték, hogy egyetlen állathoz tartoznak. Ezen kívül egy másik, kisebb egyedtől származó öt lábcsontot is a nemhez kapcsoltak.

## Anatómia

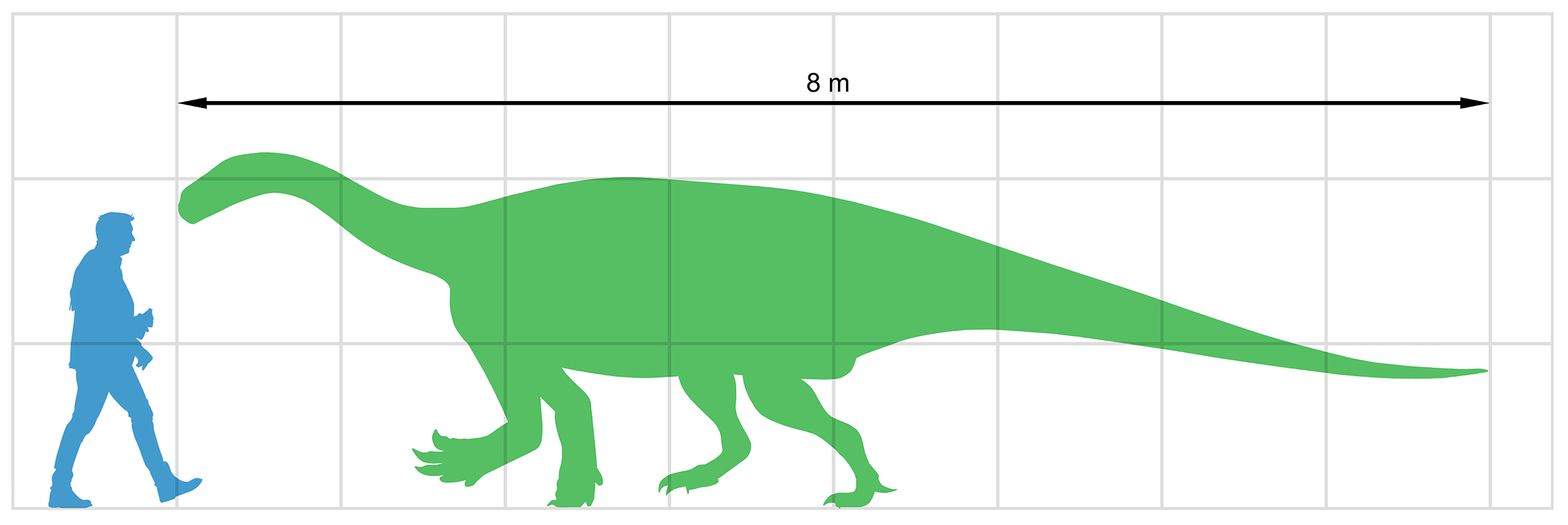
Az Antetonitrus és az ember méretének összehasonlítása

Az Antetonitrus több olyan jellemzővel is rendelkezett, amelyek a későbbi sauropodákéra emlékeztetnek, de néhány kezdetleges tulajdonság is megmaradt nála. Kisebb és könnyebb felépítésű őseitől eltérően elsődlegesen négy lábon járt. A sauropodákhoz hasonlóan a mellső lábai hosszabbak voltak a hátsóknál, ami a korábbi állatokhoz viszonyítva újdonságnak számít, a csuklócsontjai pedig a nagyobb súly megtartása érdekében kiszélesedtek és megvastagodtak. Azonban a kéz első ujja, a hüvelykujj (pollex) elfordítható és rugalmas maradt, alkalmas volt a fogásra. A fejlettebb sauropodáknál a nagy és vastag csuklócsontok olyan módon helyezkedtek el, hogy a kézfej állandóan kicsavart helyzetben (a talajjal párhuzamosan) álljon, folyamatosan biztosítva a súly megtartását, a kéz pedig alkalmatlan volt a fogásra.

## Osztályozás
Egy kladisztikai elemzés az Antetonitrust bazális, az Isanosaurushoz és a Vulcanodonhoz hasonló fejlett sauropodák, valamint az Anchisaurushoz és a Melanorosaurushoz hasonló bazálisabb állatok között álló sauropodaként azonosította. A hátcsigolyái rendkívül hasonlítanak a dél-amerikai Lessemsauruséra, a lábcsontjai pedig egy másik korai sauropodáéra, a dél-afrikai Blikanasauruséra emlékeztetnek. Ezek az állatok azonban, mivel alig ismertek, nem szerepeltek az Antetonitrus kladisztikai vizsgálatában.
Bár az Antetonitrus a filogenetika szemszögéből nem a legkorábbi sauropoda, jelenleg kronológiailag a csoport legkorábbi ismert tagja, illetve különböző módon viszonyul az adott formációból ismert egyéb korai sauropodákhoz, például a Melanorosaurushoz vagy a Blikanasaurushoz. Ezen állatok fosszíliái az Elliot-formáció alsó részéről kerültek elő, amely a késő kréta korban, a nori korszakban, körülbelül 221–210 millió évvel ezelőtt keletkezett. Mielőtt még az Antetonitrust és a többi Elliot-formációban élt állatot sauropodaként azonosították volna, a legkorábbi sauropodának a mai Thaiföld területén élt Isanosaurus számított, amely a triász időszak egy későbbi korszakából, a rhaetiből származik.
Amikor még az összes kontinens egyetlen szuperkontinensben, a Pangea-ban egyesült, a korai sauropodák és prosauropoda rokonaik világszerte megtalálhatók voltak, ugyanis a nagy szárazföldi terület lehetővé tette globális elterjedésüket.

## Fordítás
- Ez a szócikk részben vagy egészben az Antetonitrus című angol Wikipédia-szócikk ezen változatának fordításán alapul.  Az eredeti cikk szerkesztőit annak laptörténete sorolja fel. Ez a jelzés csupán a megfogalmazás eredetét és a szerzői jogokat jelzi, nem szolgál a cikkben szereplő információk forrásmegjelöléseként.

## Külső hivatkozások
- John Pickrell. „New Dino Species Found on Dusty Shelf”, National Geographic, 2003. július 10. (Hozzáférés: 2010. április 12.)
- Adam Yates: Antetonitrus. Dinosaur Mailing List, 2003. július 6. [2011. július 17-i dátummal az eredetiből archiválva]. (Hozzáférés: 2010. április 12.)